# قوانین سه‌گانه رباتیک

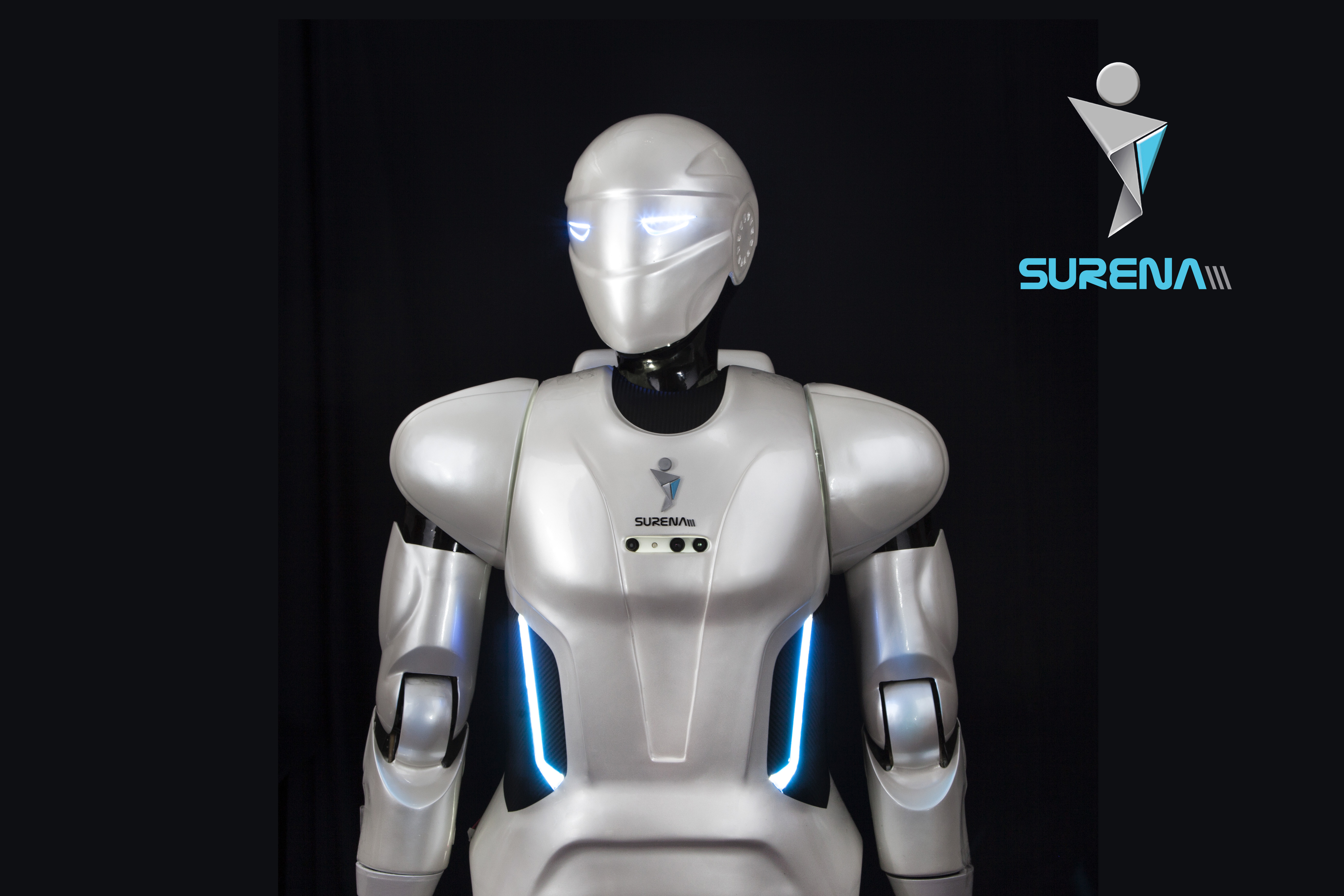
سورنا 3 III

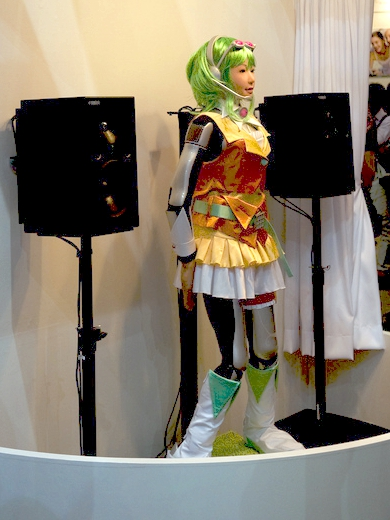
ربات Miim ساخت مؤسسه ملی علوم پیشرفته صنعتی و فناوری، نمایشگاه سیتک ژاپن غرفه شرکت یاماها ۲۰۰۹

قوانین سه‌گانه رباتیک مجموعه قوانینی هستند که توسط آیزاک آسیموف نویسندهٔ علمی–تخیلی طراحی شده‌اند. این قوانین گرچه در چند اثر پیشین نویسنده ندا داده شده بودند، نخستین بار در سال ۱۹۴۲ در داستان کوتاه Runaround عرضه شدند. این داستان بعدتر در مجموعه‌داستان من، ربات در سال ۱۹۵۰ مجدداً منتشر شد. قوانین سه‌گانهٔ رباتیک، نقل شده از کتابچهٔ رباتیک، ویرایش پنجاه و ششم، سال ۲۰۵۸ از این قرارند:
1. یک ربات نمی‌تواند به یک انسان آسیب بزند یا به دلیل وارد عمل نشدن، اجازه دهد تا که انسانی آسیب ببیند.
2. یک ربات باید به دستورهای دریافتی از یک انسان عمل کند، مگر در مواردی که این دستورها در تناقض با قانون شمارهٔ یک باشد.
3. یک ربات باید از وجود خویش مراقبت کند مادامی که این محافظت در تضاد با قوانین شماره یک یا دو قرار نگیرد.[۱]

بعدها آسیموف قانون دیگری نیز اضافه کرد: قانون صفر.
یک ربات نمی‌تواند به بشریت آسیب بزند، یا با بی‌عملی‌اش اجازه دهد که بشریت آسیب ببیند.
این قوانین با شکل‌دادن اصول داستان‌های رباتیک آسیموف، در مجموعه‌داستان‌های رباتیک او نقش ایفا می‌کنند.